# Cephalostachyum scandens
Cephalostachyum scandens là một loài thực vật có hoa trong họ Hòa thảo. Loài này được Bor publ. 1958 mô tả khoa học đầu tiên năm 1957.